# Deda
Deda – wieś w Rumunii, w okręgu Marusza, w gminie Deda. W 2011 roku liczyła 1973 mieszkańców.